# Stanisława Lewandowska
Stanisława Lewandowska, z d. Grzybowska (ur. 9 czerwca 1924 w Wilnie, zm. 2 marca 2009) – polska historyk, badaczka dziejów najnowszych, specjalizująca się w badaniach nad konspiracją i życiem codziennym w Polsce, w czasie II wojny światowej.

## Życiorys
W czasie II wojny światowej była żołnierzem Armii Krajowej, walczyła jako sanitariusza w powstaniu warszawskim. Po upadku powstania dostała się do niewoli, po zakończeniu wojny przebywała w Belgii. Do Polski wróciła w 1946. Była absolwentką Instytutu Historycznego Uniwersytetu Warszawskiego (mgr - 1950; uczennica Mariana Małowista). Od 1948 pracowała w Ministerstwie Oświaty, po reorganizacji w Ministerstwie Szkolnictwa Wyższego, od 1954 w Państwowym Wydawnictwie Naukowym, była kierownikiem działu, a następnie sekretarzem redakcji Kwartalnika Historycznego, była także sekretarzem redakcji pisma Dzieje Najnowsze. Od 1968 była zatrudniona w Zakładzie Historii Polski w II wojnie światowej w Instytucie Historii im. Tadeusza Manteuffla PAN. W 1971 obroniła pracę doktorską Okupacja i ruch oporu na Podlasiu w latach II wojny światowej, napisaną pod kierunkiem Czesława Madajczyka, w 1979 otrzymała stopień doktora habilitowanego, na podstawie pracy Polska prasa konspiracyjna 1939-1945. W 1981 mianowana docentem, w 1987 profesorem nadzwyczajnym, w 1993 otrzymała tytuł profesora zwyczajnego. Należała do Komitetu Redakcyjnego Dziejów Najnowszych. W 1994 przeszła na emeryturę, poświęciła się wówczas badaniom nad miastem rodzinnym w okresie II wojny światowej.

## Wybrane publikacje
- Ruch oporu na Podlasiu 1939-1944, Warszawa: Wydaw. Ministerstwa Obrony Narodowej 1976 (wyd. 2 popr. i uzup. 1982).
- Polska konspiracyjna prasa informacyjno-polityczna 1939-1945, Warszawa: "Czytelnik", 1982.
- Kryptonim "legalizacja" 1939-1945, Warszawa: "Książka i Wiedza", 1984.
- Okupowanego Mazowsza dni powszednie 1939-1945, Warszawa: "Książka i Wiedza", 1993.
- Prasa okupowanej Warszawy 1939-1945, Warszawa: IH PAN 1992.
- Prasa polskiej emigracji wojennej 1939-1945, Warszawa: Instytut Historii Polskiej Akademii Nauk, 1993.
- Życie codzienne Wilna w latach II wojny światowej, Warszawa: "Neriton" - Instytut Historii PAN, 1997.
- Nadbużańskiego Podlasia okupacyjny dzień powszedni 1939-1944, Warszawa: "Trio", 2003.
- Losy wilnian: zapis rzeczywistości okupacyjnej: ludzie, fakty, wydarzenia 1939-1945, Warszawa: "Neriton" - Instytut Historii Polskiej Akademii Nauk, 2004.
- Wilno 1944-1945: oczekiwania i nastroje, Warszawa: Wydawnictwo Neriton : Instytut Historii PAN, 2007.
- Wilno 1921-1944: czasy i ludzie, Warszawa: Wydawnictwo Neriton - Instytut Historii PAN, 2009.